# Colle di San Zeno
Il Colle di San Zeno o Colma di San Zeno (Col de San Zé) è un passo montano tra la Vallecamonica e la Valtrompia, si trova a 1434 m s.l.m. di quota. La strada che lo attraversa collega Pisogne a Pezzaze.